# DACH

Los países DACH

DACH (también estilizado D-A-CH) es un término que hace referencia a las regiones europeas de habla alemana, principalmente Alemania, Austria y Suiza.

## Concepto
El término es una sigla conformada a partir de las iniciales de los nombres de estos tres países, el primero en alemán —Deutschland— y los otros dos en latín —Austria y Confoederatio Helvetica—. Se usa sobre todo en el comercio, la economía y sectores como ventas, mercadotecnia y publicidad. Tiene un significado parecido al del sprachraum alemán (área de influencia del idioma alemán), usado más en lingüística y en la academia, aunque ambos términos no coinciden del todo ya que este último incluye de forma generalizada a otros pequeños territorios europeos donde se habla el alemán o una forma dialectal del mismo, como Liechtenstein, Luxemburgo y zonas de Italia (el Bolzano), Bélgica y Dinamarca.
Desde el punto de vista más limitado del término DACH, el mismo delimita un área tanto económica como lingüística, es decir que solo abarca la parte germánica de Suiza. Por otra parte, también está usado para referirse sencillamente a los tres países que lo conforman, obviando el hecho de que Suiza incluye también regiones de habla no alemana. En este aspecto parece al uso cotidiano del término Benelux que, pese a referirse oficialmente al acuerdo de cooperación entre Bélgica, los Países Bajos y Luxemburgo, muchas veces se usa simplemente para referirse a estos tres países en una sola palabra.
El término DACH —hoy usado internacionalmente— tuvo desde el principio una amplia aceptación en el alemán, ya que coincide con la palabra alemana para ‘techo’ (Dach), insinuando la inclusión de todas las regiones de habla alemana bajo el mismo techo.

## Variantes
Más allá del término básico, se vienen empleando cada vez más variantes como DACH+ (también estilizado DA-CH+), DACHS, DACHL o DACH+L. Los últimos dos hacen referencia a Liechtenstein, que desde la perspectiva de muchas organizaciones, como también desde una consideración lingüística, social y geográfica, forma parte del área de influencia del idioma alemán.
Los términos DACH+ y DACHS, en cambio, están pensados para incluir a todas las regiones europeas de habla alemana (donde el alemán es autóctono), es decir que guarda el mismo significado que el del sprachraum alemán.

Montaje de banderas usado en varios artículos de Wikipedia para denotar la región europea de habla alemana, usando muchas veces el término DACH.

DACH+ también ha sido el nombre oficial de una iniciativa de Interreg (término usado para la cooperación territorial de la Unión Europea, Suiza y Liechtenstein), cuyo objetivo es establecer un plan de desarrollo conjunto de la región alpina Rin-Lago de Constanza-Alto Rin y fortalecer la cooperación transfronteriza entre los países soberanos de estas regiones.

## Uso del término
El término DACH (o uno de sus variantes) forma parte de los nombres de algunas empresas y organizaciones. La CityNightLine, por ejemplo, se llamaba originalmente DACH Hotelzug AG (Compañía de trenes-hotel DACH), mientras que FlixBus DACH es la operadora de autobuses más importante dentro del grupo FlixBus.
Muchas empresas con una división regional de sus áreas de ventas, comercio, marketing y similares, dedican un área de operaciones a los países DACH (a veces dentro de un departamento más amplio, como EMEA - Europa, Oriente Medio y África). Algunas asociaciones integran el término en su nombre, como la Asociación Europea de Abogados DACH o el Comité Fiscal D-A-CH (que incluye a Liechtenstein). La Asociación de Profesores del Idioma Alemán (IDV por sus siglas en este idioma) define el destino de su formación con el término DACHL.
El término también se usa en denominaciones de productos y conceptos relativos a esta región. La tabla de valores nutricionales más usada en estos países, por ejemplo, se titula D-A-CH-Referenzwerte für die Nährstoffzufuhr (Valores DACH de referencia para la ingesta de nutrientes).